# Сэйкоръёган
Сэйкоръёган (устар. Сей-Кор-Еган) — река в России, протекает по Ханты-Мансийскому АО. Устье реки находится в 73 км по левому берегу реки Сармсабун. Длина реки составляет 61 км, площадь водосборного бассейна 356 км².

## Данные водного реестра
По данным государственного водного реестра России относится к Верхнеобскому бассейновому округу, водохозяйственный участок реки — Вах, речной подбассейн реки — бассейн притоков (Верхней) Оби от Васюгана до Ваха. Речной бассейн реки — (Верхняя) Обь до впадения Иртыша.
Код объекта в государственном водном реестре — 13011000112115200039382.